# Universidad Digital del Estado de Hidalgo
La Universidad Digital del Estado de Hidalgo (UNIDEH) es una institución pública de educación superior ubicada en Hidalgo, al centro de México, y se especializa en impartir programas en línea a nivel grado (licenciatura) y posgrado.
Fundada en 2017 por el gobernador Omar Fayad como un órgano administrativo desconcentrado subordinado a la Secretaría de Educación estatal, la institución enfrentó varios desafíos que le impidieron graduar alumnos de licenciatura durante sus primeros 6 años de operaciones.
Para remediar la situación, un decreto publicado por el mismo mandatario el 14 de septiembre de 2021 y que entraría en vigor hasta el 1 de marzo de 2022 le dotó de personalidad jurídica propia y un campus de más de 6 500 metros cuadrados en San Miguel Tornacuxtla, una localidad de San Agustín Tlaxiaca.
Su primera rectora fue Ana Elisa López Santillán.
A finales de 2024 su oferta académica comprendía 3 programas de grado o licenciatura, 1 especialización de posgrado y 2 maestrías.